# Підрозділ Санти
Окремий спеціальнодобровольчий підрозділ “Санта” Правий Сектор — добровольче військове формування, створене з членів Добровольчого Українського корпусу. Формування з лютого 2016 року бере участь у бойових діях в Донецькій області на сході України.

## Історія
Підрозділ Санти виник в той час, коли Дмитро Ярош вийшов з Добровольчого Українського Корпусу і заснував свою Добровольчу Армію. У цей час частина бійців Добровольчого Українського  Корпусу попросила свого бойового побратима Володимира Регешу (позивний «Санта») стати командиром нового окремого підрозділу. Він погодився, і хоч підрозділ не входить до складу «Правого сектору», але все одно носить його назву, тому що це було не заборонено. Більшість бійців підрозділу — колишні бійці Правого сектору. Від самого свого створення підрозділ бере участь у боях за Піски та боях за Авдіївку.

### Повномасштабне вторгнення
З початку повномасштабного вторгнення підрозділ, разом з іншими силами оборони, бере участь у боях за Піски.